# Орех
Оре́х — плод некоторых растений (преимущественно деревьев или кустарников), как правило, со съедобным ядром и твёрдой скорлупой. Более точное определение и круг растений, плоды которых называются орехами, зависит от того, с какой точки зрения рассматривается вопрос.
В ботанике орех (тип плода; лат. nux) — сухой невскрывающийся синкарпный нижний плод с деревянистым околоплодником (например, у лещины), внутри которого помещено одно (редко два) свободно лежащее семя. Орех окружён одним или несколькими прицветничками, образующими обёртку. Примером такого плода является лесной орех. Как и другие плоды, может использоваться животными в пищу, что способствует распространению соответствующих растений. К орехам относятся и мелкие плоды некоторых представителей семейства Осоковые и семейства Гречишные. Прочие «орехи» с точки зрения ботаники являются ненастоящими орехами, или неправильно называемыми орехами. Например, плод «земляного ореха», арахис, является бобом. То же самое можно сказать про семена некоторых видов сосен, например, кедровый орех, орех пинии,  сухую костянку кокосовой пальмы (кокосовый орех).
В кулинарии и обычно в быту орехами называют любые съедобные плоды, состоящие из скорлупы (твёрдой или мягкой) и съедобного ядра. Из орехов варят варенье, делают сладости (торты, пирожные, халву), добавляют как ингредиент в различные блюда.
В сельском хозяйстве растения с такими плодами называют орехоплодными культурами. Помимо орехов в ботаническом смысле, к ним относят кедровый орех, кокосовый орех и другие (см. ниже).
Дерево (или кустарник), приносящий плоды со съедобным ядром в твёрдой оболочке, а также его твёрдая древесина, используемая в столярном деле, тоже называется «орех».

## В ботанике
В ботаническом понимании плод орех — сухой невскрывающийся синкарпный нижний плод с деревянистым, у спелых плодов, околоплодником, внутри которого помещено одно (редко два) свободно лежащее семя. Орех окружён одним или несколькими прицветничками, образующими обёртку. Характерен для рода Лещина.
Обычно окружён плюской, развивающейся из нижнего или полунижнего синкарпного гинецея. Она может иметь разную форму: у лещины обыкновенной она незамкнутая листовидная, у лещины маньчжурской — кувшинчатая, у граба — трёхлопастная, у хмелеграба — замкнута полностью.
К орехам относятся и мелкие плоды некоторых представителей семейства Осоковые и семейства Гречишные. Наиболее распространённая форма орешка осоковых — трёхгранная, может быть шаровидная или слегка двояковыпуклая. У гречишных число граней обычно соответствует числу плодолистиков.

### СемействоБерёзовые(Betulaceae)
Для семейства Берёзовые характерен плод-орех. В подсемействе берёзовых это маленький орех с двумя, иногда с тремя-четырьмя узкими мясистыми крыльями. В подсемействе лещиновых орехи более крупные, тонкостенные ребристые, окружены плюсками и тоже лёгкие. Для граба характерна трёхлопастная обвёртка, окружающая плод только в самом его основании, боковые доли её в 2—3 и более раз короче средней. Весь плод хмелеграба окружён перепончатым мешковидным, жестковолосистым образованием, обвёртка плода остриопсиса на верхушке трёхраздельная.
Плоды лещины являются истинными орехами в любом понимании этого слова, наиболее известны
- лесной орех (дерево — Орешник, или лещина обыкновенная (Corylus avellana))
- турецкий, или медвежий орех (дерево — Лещина древовидная (Corylus colurna))
- ломбардский орех (дерево — Лещина крупная (Corylus maxima))

### СемействоБуковые(Fagaceae)
У всех представителей семейства Буковые плод — орех с одним семенем и твердым околоплодником, целиком или частично находящийся в плюске, при созревании древеснеющей. Плоды некоторых буковых употребляются в пищу: например, каштан (Castanea), буковый орешек (Fagus). Жёлудь (Quercus и др.) используется как корм для скота и для приготовления напитков, напоминающих кофе.

## Орехи как пищевой продукт
В бытовом понимании орехами считают употребляемые в пищу твёрдые плоды с жёсткой оболочкой (скорлупой). Ими могут быть сухие костянки с деревянистым околоплодником, например, грецкий орех, миндаль, кокосовый орех, или семена, например, семена арахиса и некоторых сосен (кедровые орехи). В то же время многие орехи в научном смысле слова, орехами обычно не называют, это могут быть несъедобные или очень мелкие плоды.
Есть основания полагать, что орехи были важной составляющей диеты уже у первобытных людей. Были обнаружены остатки семи видов съедобных орехов и инструментов, которые идентифицировали как орехоколы, датированные возрастом в 780 000 лет (Плейстоценовая эпоха). Среди обнаруженных орехов — миндаль, эвриала устрашающая, жёлуди, фисташка и каштаны. Aesculus californica употреблялся в пищу индейцами Калифорнии в периоды голода, что требовало некоторой осторожности, так как в этом орехе присутствуют токсичные вещества. 
Использование орехов человеком в пищу может способствовать их распространению: например, кокосовые орехи могут прорасти после трёхмесячного путешествия по течению, и в целом кокосовая пальма широко распространилась, в том числе благодаря тому, что люди брали кокосовые орехи в качестве запаса пищи с собой.
Культивируемые в сельском хозяйстве растения с плодами — съедобными орехами называют орехоплодными культурами.
Кухонный инструмент для раскалывания орехов называется «щипцы для орехов», «орехокол». Декоративный вариант этого инструмента называется «щелкунчик».
Крупнейшим плодом, носящим название «орех», является плод сейшельской пальмы, т. н. «сейшельский орех». Вес этого ореха может достигать 30 кг, а период созревания — 10 лет.

### Лечебные свойства
Некоторые исследования указывают на то, что у людей, регулярно потребляющих орехи, уменьшается риск заболеть коронарной недостаточностью. Первое исследование, указавшее на эту возможную связь, было проведено в 1993 году. С тех пор многочисленные клинические испытания показали, что потребление некоторых орехов (как, например, миндаль и грецкий орех) может уменьшать концентрацию холестерина в крови. В орехах были обнаружены несколько веществ, благотворно влияющих на работу сердца, но основным компонентом, ответственным за улучшение профиля жиров в крови, подтверждённого клиническими испытаниями, считается жирная кислота Омега 3.
Орехи, как правило, имеют очень низкий гликемический индекс, и поэтому их рекомендуют включать в свою диету людям, страдающим от инсулинорезистентности (например, больным сахарным диабетом).
Одно исследование показало, что люди, регулярно потребляющие орехи, живут в среднем на 2—3 года дольше тех, кто этого не делает. Тем не менее в этом случае возможно вмешательство дополнительных факторов: например, люди, потребляющие в пищу больше орехов, вероятно, потребляют меньшее количество пустых калорий.
В состав орехов входят незаменимые жирные кислоты Альфа-линоленовая кислота и линолевая кислота. В основном, орехи включают в себя ненасыщенные жирные кислоты, в том числе мононенасыщенные жирные кислоты. Среди аминокислот, получаемых из орехов, выделяется аргинин, участвующий в поддержании упругости артериальных сосудов (что уменьшает риск атеросклероза).
Многие орехи представляют собой источник витаминов E и B2. Они богаты белками, фолатами, волокнами и минералами, такими как магний, фосфор, кальций, медь и селен.
Концентрация антиоксидантов в сырых грецких орехах вдвое превышает их концентрацию в других орехах. Теории о полезности антиоксидантов для здоровья в последнее время претерпели существенные изменения, и некоторые клинические испытания указывают на вред, наносимый здоровью чрезмерным потреблением антиоксидантов
В современной кухне орехи используются в сыром или калёном виде. Калёные орешки и каштаны могут быть самостоятельным блюдом, но основное применение орехов в кулинарии и кондитерском деле — это придание блюду специфического орехового вкуса. В грузинской кухне грецкие орехи являются неотъемлемой частью большинства блюд.
Мускатный орех является одним из важнейших источников пряностей. Целебные свойства мускатного ореха описывал уже Авиценна в своей книге «Канон врачебной науки».
В свете высокой питательной ценности орехов были предприняты попытки выведения более урожайных сортов орехов с повышенной концентрацией питательных веществ (в основном, аминокислот).
Эта же высокая питательная ценность орехов вызывает опасения диетологов, часть из которых считают необходимым исключить орехи из диеты, направленной на уменьшение веса. Тем не менее обширный обзор источников, сделанный в 2008 году, завершается выводом, что орехи следует оставлять в диете.

### Орехи как аллергены
Орехи относятся к группе аллергенных растений.
В число наиболее аллергенных орехов входят грецкий орех, арахис, каштан и миндаль.
Одно исследование на базе 32 смертельных случаев, в которых было достаточно данных для установления аллергена, показало: в группе № 1 из 21 смертельного случая причиной стала аллергия на арахис у 14 человек (67 %), на орехи у 7 человек (33 %); в группе № 2 из 11 смертельных случаев 6 человек (55 %), вероятно, погибли в связи с аллергией на арахис, 3 человека (27 %) — на орехи, 1 человек (9 %) — на молоко, 1 человек (9 %) — на рыбу.

## В культуре
Ядро грецких орехов напоминает мозг, что в Вавилоне породило запрет на их употребление (согласно Геродоту, жрецы считали, что съевший такие орехи человек может резко поумнеть), Платон в «Диалогах об Атлантиде» говорил, что орехи мыслят, прячась и переползая от сборщиков, а Свен Гедин, шведский путешественник, полагал, что сорванные недозрелые орехи пищат и плачут.
Образное выражение «крепкий орешек» возникло в связи с трудностью раскалывания некоторых орехов и сложностью добывания из них съедобной части.

### В литературе
- «Щелкунчик и Мышиный король» — сказка Гофмана, одним из главных героев которой является кукла для раскалывания орехов — Щелкунчик. В сказке описывается орех особой твёрдости — кракатук. П. И. Чайковским на либретто Мариуса Петипа по мотивам сказки был написан балет «Щелкунчик»[40].

### В геральдике
- Герб, пожалованный королём Испании Себастьяну Элькано, возглавившему экспедицию Магеллана после гибели последнего, включал в себя земной шар, две коричные палочки, двенадцать бутонов гвоздики и три мускатных ореха[41].
- Ветка с орехами пекан украшает герб штата Техас, который является одним из основных производителей этого продукта[42].
- Герб Орехово-Зуева включает в себя золотую ветвь орешника с двумя орехами — символизируя бывшую деревню Орехово, ныне часть города Орехово-Зуево[43].
- Герб города Краснознаменска и Краснознаменского района Калининградской области включает в себя как основную геральдическую фигуру ореховый трилистник с тремя золотыми орехами, что должно подчёркивать удачу, приносимую местами, покрытыми орешником[44].
- Герб муниципального образования Орехово-Борисово Южное включает в себя три лесных ореха на трёх листьях.
- Водяной орех (чилим), занесённый в Красную книгу, был включён в состав герба Новохопёрского муниципального района Воронежской области[45].
- На гербе Усть-Куломского района Республики Коми орех символизирует плодородие, жизненную энергию, начало. Орех держит в лапах белка, что символизирует изобилие даров леса в районе[46].